# 亀岡銀行
亀岡銀行（かめおかぎんこう）は、かつて存在した日本の銀行。
田中源太郎が1884年（明治17年）10月29日に設立し、本店を現在の京都府亀岡市内に置いていた。田中自身は、1893年（明治26年）に頭取に就任している。同行は、1927年（昭和2年）3月9日に南桑銀行を合併した後、1937年（昭和12年）11月10日に東京貯蓄銀行及び両丹銀行に分割買収された。
両丹銀行は、1941年（昭和16年）10月1日に宮津銀行、丹後商工銀行及び丹後産業銀行と合併して丹和銀行（現・京都銀行）となっているため、京都銀行の最も古い母体ということになる。同行の亀岡支店は、亀岡銀行の旧本店跡にある。また、東京貯蓄銀行はあさひ銀行の母体の一つであることから、亀岡銀行はひいては現在のりそな銀行の母体の一つでもある。